# Une rixe
Pour les articles homonymes, voir Rixe.
Une rixe est un tableau peint par Ernest Meissonier en 1855. 
Il est conservé au Royal Collection à Londres. En 2014, il est prêté au Musée des beaux-arts de Lyon dans le cadre de l'exposition L'invention du Passé. Histoires de cœur et d'épée 1802-1850.